# ストリートチルドレン
ストリートチルドレン（street children、もしくはstreet kids）は、都市の路頭で生活している子供（児童）。street youthという表現が使われることもある。

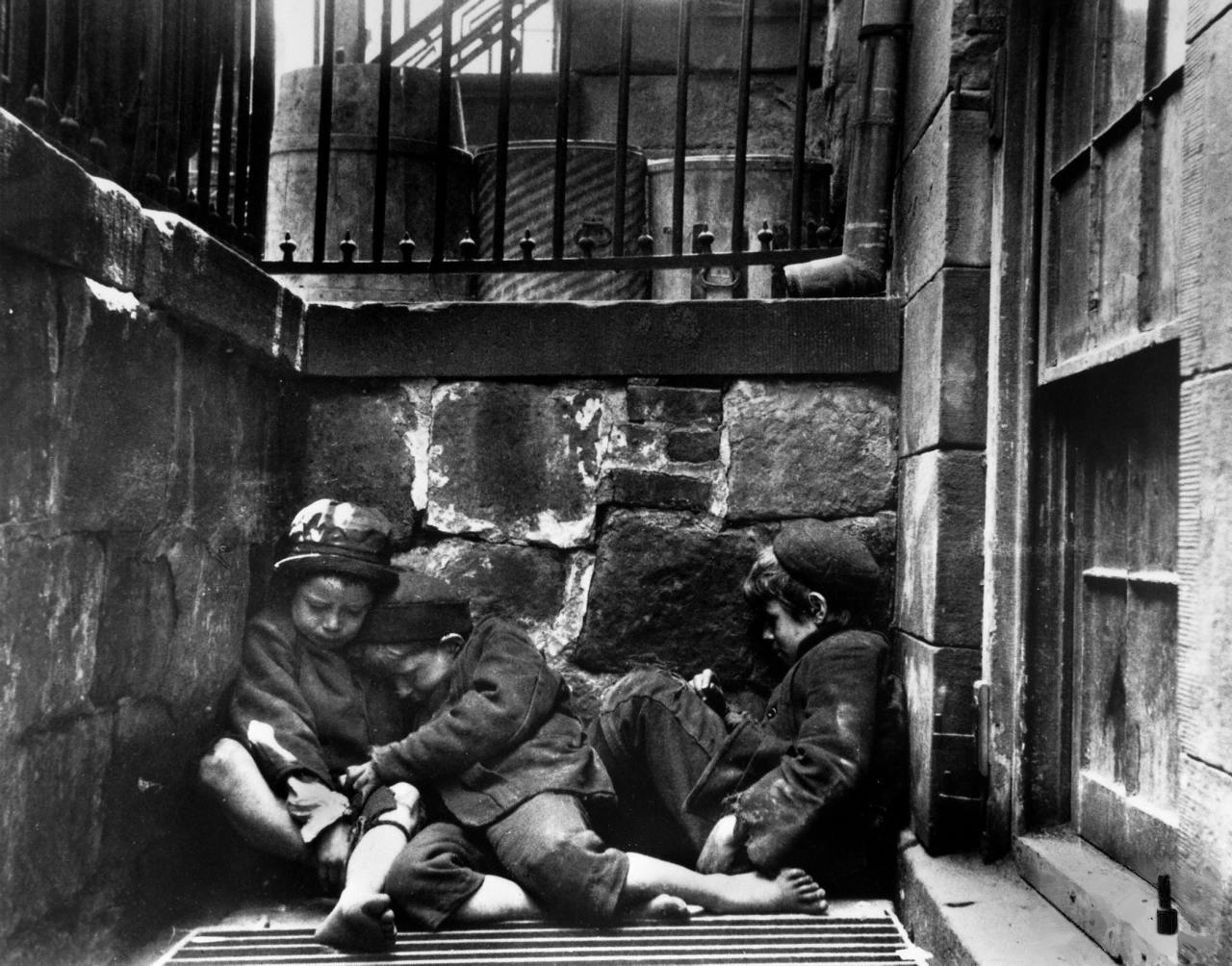
路上でかたまって寝るストリートチルドレン
こういった苛酷な環境にいる子供らの死亡率の高さは、大きな社会問題ともなる。
米国ニューヨーク州Mulberry Street（ジェイコブ・リース,1890年）

## 概要
これらの子供は、親や成人によって養育や保護をされることなく、路頭で睡眠をとり、家を持たない者をいう。親や成人が身近に存在していても、その身近な親や成人も子供同様に路上生活をしている場合がほとんどであり、子供のそばにいるわけではなく、養育もしくは保護されているとは言いがたい。また、家を持っていながら、金銭を得るために路頭で物乞いなどをする子供も含まれる。なお、street urchin は、直訳すれば「路頭の悪ガキ」といったような意味合いであるが、その子供がたとえ必要であるからとはいえ無作法な振る舞いをし、行儀が悪いといったニュアンスを含めたものである。
これは子供たちが、他人からの保護も無く独力で生活するうえでしばしば犯罪行為に手を染めたり、あるいは自身の危険をかえりみずに道路上にまで飛び出していって物売りをする、または生活苦から児童売春といった行為にまで及ばなければならないといった面で、社会問題となる傾向を含むためである。
評価は専門家により違いはあるが、街頭で家を持たずに生活している子供の数は、世界中で1億あるいは1億5千万人くらいいるといわれている。
ある程度温暖な地域では、路上で生活していても凍死（低体温症）する危険こそないものの、衛生的ではないことから、伝染病への感染といった危険が伴う。また、寒冷な地域では冬季の夜間が氷点下となることもあり、少しでも暖かい所を求めて下水道などに集団で住み着くこともある。当然ながらこれらの衛生環境は劣悪であり、下水道内は汚水の発酵で多少は暖かいものの、酸素がそれらの汚水の発酵に消費されたりメタンなどのガスが溜まっているため、酸素欠乏症になるなどの落命の危険も伴う。

## 社会とストリートチルドレン
ストリートチルドレンは、多くの大都市、特に発展途上国により多く存在し、その背景には児童虐待やネグレクト、搾取（児童労働）などがある場合も多い。これらでは、古い社会では子を多く成すほど労働力として使用できるという目論見から、親が無計画に子を作った結果であったり、あるいは社会的に貧困が進みすぎて、避妊にまで手が廻らないという事情も見られる。これらストリートチルドレンは、家族が居る場合でも路上で生活しながら物売りをするなどして、その少ない稼ぎを家に入れている場合も見られる。
ただ、ストリートチルドレンの増加は発展途上国で社会問題化している地域も多く、中には治安悪化や地域環境の劣悪さを目立たせる要素ともなっており、また長い間着たままとなる着衣が臭うといったような不快感を与える場合もある。極端な場合には地元の商店によって雇われた「街頭浄化部隊」("clean up squads")に「店の前にたむろされると迷惑だから」といった理由だけで、殺害されたりするといったケースもある。
子供たちが自分たちの家を捨てた理由は様々だが、平均して以下のような理由が考えられる。まず極端な貧困、深刻な家族内のいさかい、虐待、そしてネグレクト（育児放棄）、あるいは親のアルコール飲料や薬物などへの中毒（依存症）に絡んだ家庭崩壊が挙げられる。また街頭の暮らしの自由さへの憧れ、その暮らしの方が現状よりも多少はましに思われる場合など。要約すれば、子供たちは、自宅よりも通りで暮らす方によりましなチャンスを見出したというわけである。

## 深刻な地域
アフリカでは、内戦に拠る社会情勢の混乱や、増大しつつあるのはエイズによる問題である。ロシアやモンゴルでは、ストリートチルドレンは、厳冬期には放置された下水道の中にそのねぐらを見つけているため、モンゴルのものはマンホールチルドレンと呼ばれている。北朝鮮においても、コッチェビと呼ばれるストリートチルドレンの問題がある。

### ラテンアメリカ
ラテンアメリカでは、よくあるケースは自分たちの子供に食べさせるだけの経済力のない貧困家庭で、養育放棄されたというものである。
カンデラリア(Candelaria) 教会虐殺事件
1993年7月23日、リオデジャネイロ中心部のカンデラリア教会前の広場で寝ていた少年70人が銃撃を受け、8人が死亡。残りの62人も現在は行方不明になっているか、死亡したため、現在生き残りは殆どいない。この事件を生き残った21歳の青年が2000年6月12日にリオデジャネイロバスジャック事件を起こした。その様子はドキュメンタリー映画『バス174』で見ることが出来る。

### ルーマニアの問題
欧州議会は、ルーマニアの首都ブカレストには、おおよそ1000人のストリートチルドレンがいると見積もっているが、数千から1万人程度という向きもある。
これらの子供たちは旧共産主義時代の独裁者であるニコラエ・チャウシェスクの政策の中で生まれてきたものである。チャウシェスクは「国力とはすなわち人口なり」とし、子供をたくさん産んだ母親に奨励金を出し、人口を増加させる子育て優遇政策を実行した。また、チャウシェスクは国民人口を増やす目的で避妊及び人工妊娠中絶を禁じた。
これらの社会主義政策は、社会保障費の深刻な増大を招き政府財政を圧迫することになる。1977〜1981 年にルーマニアの対外債務が大幅に増加すると、返済を求めるIMFや世界銀行による圧力が強まったことから、国債を完全返済するための政策に切り替えた。ルーマニア政府は国債を 1989 年に完済したものの、国民生活は困窮、同年、ルーマニア革命により共産党政権が崩壊するとともに、奨学金は停止した。こうして産み出された子供たちは、親から充分に食べさせてもらえず、家を飛び出す、あるいは捨てられて街頭で生活していくこととなった。
なおルーマニアは、ヨーロッパ諸国の中で子供たちのエイズ感染率の最も高い国になっている。これは1986-1991年の混乱期に、輸血や栄養剤の注射をするのに注射器の針が欠乏していたことなどが原因ともいわれる。孤児院などの児童保護施設で、貧しい食糧事情から栄養失調により体調を崩す子供も多く、それを即物的に治療する上で、栄養剤注射が常態化していたという報告も寄せられている。この状況下で注射針の不足から、これら施設に収容された児童内にエイズが蔓延したと見られている。
これらストリートチルドレンのエイズ感染者は、充分な治療を受けるすべもないということで、さらに事態は悪化している。加えて一部のルーマニアのストリートチルドレンは、男女の別を問わずセックスツアーの観光客、特に西ヨーロッパからの人を相手に売春行為を行い、これがヨーロッパ地域のエイズ患者増加を招いていると見なされている。元よりこれらの子供は、体以外に生活資金を得る手段が無く、これが事態の悪化と長期化を招いている。観光客側は後の事を考慮せずにことに及ぶためコンドームを使用せず、加えて売春している子供らも貧しさからコンドームを購入できないという事情もあり、これも問題視されている。
またこれらの子供らには、日本での第二次世界大戦終結後の戦後時代に見られたように、ビニール袋からエタノールを吸引するといった問題行動が見られる。エタノールの吸引は、空腹感を紛らわせる為に行っている。こうした薬物への依存もまた貧困のなせる業といわねばならない。セックスツアー観光客の中には、自身の娯楽のために違法な薬物を持ち込み、これを売春で買った子供らに提供するケースも危惧されている。

### カンボジア
- 国民の貧困層：36%
- スラム居住者数：30万人

#### プノンペン ストゥンミーンチェイ郡にあるゴミ山
ゴミ山（毎日トラック400台以上のゴミが運ばれている）から100mほどに3つの村があり、約2,000世帯が暮らす。
約500人がこのゴミ山でゴミの回収・販売を行っており、過半数は15歳以下の子供。朝6時 - 夕6時までの12時間ゴミを拾って、約4,000リエル（約1$）の収入、大人で1日約2$の収入。
彼らはこれらの収入から、食費、土地代、家賃を払っている。
ゴミはベトナムに売られている。
プノンペン ストゥンミーンチェイ郡にあるゴミ山回収・販売の参考価格 
| ゴミ         | 量       | リエル | 日本円 |
| ------------ | -------- | ------ | ------ |
| 缶           | 10ピース | 100R   | 2.5    |
| 瓶           | 4ピース  | 100R   | 2.5    |
| 鉄           | 1kg      | 200R   | 5.0    |
| 銅           | 1kg      | 3,000R | 75     |
| アルミニウム | 1kg      | 2,500R | 62.5   |

#### HIV 問題
カンボジア国民の1.9%はHIV感染していると言われている。
2005年末時点、HIV によって両親を亡くしたエイズ孤児は 96,000人超。

### 北朝鮮のコチェビ
北朝鮮では食糧難のため、食糧確保に出掛けた父母から離れてストリートチルドレンとなる子供が都市部の闇市や鉄道駅に集まり、このような子供を「コチェビ」（ロシア語の浮浪者を指す「コチェビエ」に由来）と呼ぶ。以前は「コッチェビ」と呼ばれ、朝鮮語で「花つばめ」の意味とされていた。
詳細はコッチェビの項目を参照。

### インドの問題
インド共和国は世界で7番目に広い国土を持ち、2番目に人口の多い国である。加速する経済成長に伴い、インドは最も急速に成長する発展途上国のひとつとなったが、同時に貧困層と富裕層の格差を生んだ。（ただし、貧富の差は、労働意欲がない理由ではなく、宗教上の理由で生まれながら職業が決まっており、どんなに働いても宗教を理由として賃金がもらえなかったり、そもそも働かせてもらえない場合が多い。）人口の22%が貧困線以下の収入によって暮らしている。失業者数、増加する田舎から都会への移動、都市生活の魅力と行政の意志の欠如が、インドを世界で最も児童労働者の多い国のひとつにした。
インド政府は改善手段を講じ、児童労働は非合法であると宣言しているが、ストリートチルドレン達の栄養失調、飢餓、健康上の問題、薬物濫用、窃盗、商業上の性的搾取、都市警察と鉄道当局、そして物理的・性的虐待の影響を受けやすさは依然変わっていない。

## 救援活動
これらの問題に関しては、まずストリートチルドレンを受け入れる施設と、その施設を運営するための資金が必要である。また、子供たちに対する住居と同時に、教育の充実も社会への適応のために求められる。更に、教育を受けていないため、あるいは社会全体が貧しいために職が得られない保護者の問題もあり、社会構造の改革も求められる。
ユニセフや世界各国による援助や、NGOなどによる活動が行われてはいるものの、旧紛争地域などでは治安の問題から先進国による援助が容易でない場合もあり、地域問題のより根本的な改善なども必要とされる。
なお、この子供たちに仕事を与えて経済的に安定させようという考えもあるが、これは児童就労であるため逆に問題視される。シューズメーカーのナイキは、アジアなどの国々で15歳以上の子供を雇用して自社工場で使っていたが、これが社会問題として取り沙汰されたことがある。